# Lijst van gemeentelijke monumenten in Utrecht-West
De wijk West in Utrecht kent totaal 173 gemeentelijke monumenten beschreven in 123 regels (monumentnummers), verdeeld over verschillende buurten. Zie hieronder een overzicht.

## Cartesiusweg, Schepenbuurt
Het bedrijvengebied Cartesiusweg, Schepenbuurt kent de volgende 8 gemeentelijke monumenten. Hieronder een overzicht.
Voor de Demka spoorbrug over het Amsterdam-Rijnkanaal, zie die sectie Lage Weide.
| Object                                                                                     | Bouwjaar                  | Architect                                   | Locatie                                     | Coördinaten | Nr.       | Afbeelding  |
| ------------------------------------------------------------------------------------------ | ------------------------- | ------------------------------------------- | ------------------------------------------- | ----------- | --------- | ----------- |
| Centraal Autoherstel Bedrijf van de Nederlandse Spoorwegen                                 | 1948                      | Sybold van Ravesteyn                        | CAB-Rondom 20 t/m 100                       |             | 0344/1536 | Upload foto |
| Elektriciteitscentrale van PEGUS, in de stijl van de Nieuwe zakelijkheid                   | 1922                      | L.S.P. Scheffer                             | Keulsekade 181/182                          |             | 0344/1546 | Upload foto |
| Industriehavenbrug; Ophaalbrug gelegen aan de uitgang van de voormalige industriehaven     | 1920                      |                                             | Keulsekade bij Industriehaven               |             | 0344/0095 | Upload foto |
| Werkspoorbrug; Ophaalbrug over de havenmond van de haven op het voormalig Werkspoorterrein | 1910 (circa)              |                                             | Keulsekade bij Werkspoorhaven               |             | 0344/0096 | Upload foto |
| Duitse bunker                                                                              | Jaren '40 van de 20e eeuw |                                             | Keulsekade (ongenummerd)                    |             | 0344/0096 | Upload foto |
| Voormalig hoofdkantoor van de toenmalige PEGUS                                             | 1951                      | Ir. A. van der Steur en W.L.Herman de Groot | Nijverheidsweg 16A; voorheen Keulsekade 189 |             | 0344/0088 | Upload foto |
| Fabriekscomplex van Werkspoor; fabriekshal, kantoorgebouw en ketelhuis                     | 1913                      |                                             | Tractieweg 41/41A/41T                       |             | 0344/1552 | Upload foto |
| Voormalig ontspanningsgebouw Nederlandse Spoorwegen                                        | 1939                      | Duinker                                     | Vlampijpstraat 74                           |             | 0344/1556 | Upload foto |

## Halve Maan
De buurt Halve Maan kent de volgende 20 gemeentelijke monumenten beschreven in 15 regels (monumentnummers). Zie hieronder een overzicht. Voor de Spinozabrug, zie de sectie Spinozaplantsoen en omgeving.
| Object | Bouwjaar | Architect                     | Locatie                                       | Coördinaten | Nr.       | Afbeelding  |
| --- | -------- | ----------------------------- | --------------------------------------------- | ----------- | --------- | ----------- |
| Flatgebouw; complex Herderplein | 1954     |                               | Dickenslaan 34 t/m 48-2                       |             | 0344/1621 | Upload foto |
| Flatgebouw; complex Herderplein | 1954     |                               | Herderlaan 1 t/m 15-2                         |             | 0344/1629 | Upload foto |
| Flatgebouw; complex Herderplein | 1954     |                               | Herderlaan 6 t/m 20-2                         |             | 0344/1630 | Upload foto |
| Flatgebouw; complex Herderplein | 1954     |                               | Herderplein 1 t/m 6-2 en Herderlaan 2 t/m 4-2 |             | 0344/1631 | Upload foto |
| Herderplein; verdiept plein onderdeel van complex Herderplein met asfaltkunstwerk van asfaltkunstwerk van Jan Boon en bronzen beeld op sokkel van Jan van Luyn | 1954     |                               | Herderplein                                   |             | 0344/1653 | Upload foto |
| Reeks van 6 panden met boven- en benedenwoningen | 1954     |                               | La Fontainestraat 1 t/m 6-1                   |             | 0344/1655 | Upload foto |
| Kerkgebouw; Mattheuskerk | 1952     | G. en Ir T. van Hoogevest     | Hendrika van Tussenbroeklaan 1A               |             | 0344/0069 | Upload foto |
| Flatgebouw; complex Flats Haydnlaan | 1954     |                               | Hendrika van Tussenbroekplantsoen 1 t/m 6-3   |             | 0344/1628 | Upload foto |
| Flatgebouw; complex Flats Haydnlaan | 1954     |                               | Joseph Haydnlaan 10 t/m 20-3                  |             | 0344/1641 | Upload foto |
| Flatgebouw; complex Flats Haydnlaan | 1954     |                               | Joseph Haydnlaan 22 t/m 40-3                  |             | 0344/1642 | Upload foto |
| Flatgebouw; complex Flats Haydnlaan | 1954     |                               | Joseph Haydnlaan 42 t/m 52-3                  |             | 0344/1643 | Upload foto |
| Kerkgebouw; Pnielkerk | 1955     | Ir. P. Dingemans en Sj. Wouda | Lessinglaan 33                                |             | 0344/0070 | Upload foto |
| Flatgebouw; complex Flats Haydnlaan | 1954     |                               | Lessinglaan 35 t/m 41-3                       |             | 0344/1657 | Upload foto |
| Flatgebouw; complex Flats Haydnlaan | 1954     |                               | Lessinglaan 43 t/m 53-3                       |             | 0344/1658 | Upload foto |
| Flatgebouw; complex Flats Haydnlaan | 1954     |                               | Lessinglaan 55 t/m 61-3                       |             | 0344/1659 | Upload foto |

## Lage Weide
Het bedrijvengebied Lage Weide kent 3 gemeentelijke monumenten:
| Object                                                                        | Bouwjaar     | Architect    | Locatie                             | Coördinaten                 | Nr.       | Afbeelding  |
| ----------------------------------------------------------------------------- | ------------ | ------------ | ----------------------------------- | --------------------------- | --------- | ----------- |
| Elektriciteitscentrale (kolencentrale) in opdracht van PEGUS                  | 1956-1959    | G. Hamerpagt | Atoomweg 9                          | 52° 6' 9" NB, 5° 4' 16" OL  | 0344/1534 | Upload foto |
| Demka spoorbrug                                                               | 1952 (circa) |              | Demkaweg, over Amsterdam-Rijnkanaal | 52° 6' 38" NB, 5° 4' 38" OL | 0344/1556 | Upload foto |
| Fabriekscomplex; olie- en veevoederfabriek met diverse gebouwen en onderdelen | 1921         |              | Westkanaaldijk 6-7                  | 52° 7' 40" NB, 5° 2' 56" OL | 0344/1559 | Upload foto |

## Leidseweg en omgeving
De buurt Leidseweg en omgeving kent de volgende 6 gemeentelijke monumenten beschreven in 5 regels (monumentnummers):
| Object                                                                              | Bouwjaar     | Architect           | Locatie                 | Coördinaten | Nr.       | Afbeelding  |
| ----------------------------------------------------------------------------------- | ------------ | ------------------- | ----------------------- | ----------- | --------- | ----------- |
| Schoolgebouw; Dr. F.H. De Bruynelyceum, oorspronkelijk gebouwd als Christelijke HBS | 1954         | Ir. H.F. Mertens    | Koningsbergerstraat 2   |             | 0344/1728 | Upload foto |
| Bedrijfsgebouw met bovenwoningen in Amstersdamse Schoolstijl                        | 1927         | W.H. de Jong        | Leidseweg 29A t/m 31A   |             | 0344/0075 | Upload foto |
| Twee woonhuizen in neorenaissance stijl                                             | 1890 (circa) | W.H. de Jong        | Leidseweg 55-56         |             | 0344/0076 | Upload foto |
| Woonhuis in een aan Berlage ontleende stijl met schuurtje                           | 1913         | C. van 't Huikenaar | Leidseweg 84            |             | 0344/0077 | Upload foto |
| Hekwerk langs de Leidse Rijn; van Damstraat tot Abel Tasmanbrug                     | 1951         |                     | Leidseweg (ongenummerd) |             | 0344/1656 | Upload foto |

## Lombok
De buurt Lombok kent de volgende 16 gemeentelijke monumenten beschreven in 13 regels (monumentnummers). Zie hieronder een overzicht. Voor de Spinozabrug, zie de sectie Spinozaplantsoen en omgeving.
| Object                                                                                                | Bouwjaar     | Architect                                          | Locatie                                   | Coördinaten | Nr.       | Afbeelding  |
| --- | ------------ | -------------------------------------------------- | ----------------------------------------- | ----------- | --------- | ----------- |
| Voormalige sigarenfabriek met bijbehorend winkel met bovenwoning                                      | 1903         | M.E. Kuiler                                        | Abel Tasmanstraat 88A t/m 88D en 90       |             | 0344/1532 | Upload foto |
| Kantoorgebouw Algemene Nederlandse Metaalwerkersbond; 3 panden in de stijl van de Nieuwe Zakelijkheid | 1939         |                                                    | Blekerstraat 1, 3 en Lange Hagelstraat 30 |             | 0344/1532 | Upload foto |
| Woonhuis met hoekwinkel; onderdeel van groep panden in neorenaissance stijl                           | 1888         |                                                    | Jan Pieterszoon Coenstraat 16-16bis       |             | 0344/0080 | Upload foto |
| Woonhuis; onderdeel van groep panden in neorenaissance stijl                                          | 1888         |                                                    | Jan Pieterszoon Coenstraat 18-18bis       |             | 0344/0081 | Upload foto |
| Woonhuis; onderdeel van groep panden in neorenaissance stijl                                          | 1888         |                                                    | Jan Pieterszoon Coenstraat 20-20bis       |             | 0344/0082 | Upload foto |
| Woonhuis; onderdeel van groep panden in neorenaissance stijl                                          | 1888         |                                                    | Jan Pieterszoon Coenstraat 22-22bis       |             | 0344/0083 | Upload foto |
| Woonhuis met hoekwinkel; onderdeel van groep panden in neorenaissance stijl                           | 1888         |                                                    | Jan Pieterszoon Coenstraat 24-24bis       |             | 0344/0084 | Upload foto |
| Woonhuis; onderdeel van dubbelpand in neorenaissance stijl                                            | 1890 (circa) |                                                    | Jan Pieterszoon Coenstraat 125-125bis     |             | 0344/0085 | Upload foto |
| Woonhuis; onderdeel van dubbelpand in neorenaissance stijl                                            | 1890 (circa) |                                                    | Jan Pieterszoon Coenstraat 127-127bis     |             | 0344/0086 | Upload foto |
| Dubbele ophaalbrug; Jan Pieterszoonbrug                                                               | 1890 (circa) | Grofsmederij firma P.H. Hormann                    | Jan Pieterszoon Coenstraat (ongenummerd)  |             | 0344/0074 | Upload foto |
| School                                                                                                | 1904         | J. Stuyt en (hoogstwaarschijnlijk) P.J.H. Cuijpers | Jan Pieterszoon Coenhof 200 t/m 354       |             | 0344/0078 | Upload foto |
| Derde Volksbadhuis                                                                                    | 1915         | P.L. Houtzagers                                    | Kanaalstraat 36/38                        |             | 0344/0072 | Upload foto |
| Voormalig Antoniusklooster in Oud-Hollandse stijl                                                     | 1904         | J. Stuyt en P.J.H. Cuijpers                        | Kanaalstraat 197/197A                     |             | 0344/0079 | Upload foto |

## Nieuw Engeland, Thomas à Kempisplantsoen en omgeving
De buurt Nieuw Engeland, Thomas à Kempisplantsoen en omgeving kent de volgende 4 gemeentelijke monumenten:
| Object | Bouwjaar  | Architect                  | Locatie                                      | Coördinaten | Nr.       | Afbeelding  |
| --- | --------- | -------------------------- | -------------------------------------------- | ----------- | --------- | ----------- |
| Onderstation NS | 1936      | S. van Ravesteyn           | Cremerstraat, tegenover 166 t/m 190          |             | 0344/1538 | Upload foto |
| Complex van bedrijfsgebouwen; oorspronkelijk N.V. Metaaldraad Lampenfabriek "Holland" en zinkpletterij van de Utrechtse Walswerken/ Erven A.E. Hamburger; later Douwe Egberts | 1913/1914 | M.E. Kuiler, G. van Heerde | Keulsekade 143 / 144bis, Vleutensevaas RT 35 |             | 0344/1545 | Upload foto |
| Voormalige bloemen- en plantenveiling |           |                            | Steenovenweg 02/02B                          |             | 0344/1585 | Upload foto |
| Kerkgebouw; pseudobasiliek; H. Gerardus Majellakerk met uit 1955 daterend carillon met 35 klokken                                                                             |           | C. van de Leur             | Thomas à Kempisweg 3, Vleutenseweg 517       |             | 0344/0093 | Upload foto |

## Oog in Al
De buurt Oog in Al kent de volgende 94 gemeentelijke monumenten beschreven in 64 regels (monumentnummers):
| Object | Bouwjaar                  | Architect               | Locatie                                  | Coördinaten | Nr.       | Afbeelding    |
| --- | ------------------------- | ----------------------- | ---------------------------------------- | ----------- | --------- | ------------- |
| Openbare school                                                                                              | 1928                      | J.I. Planjer            | Beethovenplein 2                         |             | 0344/1726 | Upload foto   |
| Woonhuis in de stijl van de Nieuwe Zakelijkheid                                                              | 1922                      | P.C.J. Klaarhamer       | Johannes Sebastian Bachstraat 1          |             | 0344/0008 | Upload foto   |
| Woonhuis in de stijl van de Nieuwe Zakelijkheid                                                              | 1922                      | P.C.J. Klaarhamer       | Johannes Sebastian Bachstraat 3          |             | 0344/0009 | Upload foto   |
| Woonhuis in de stijl van de Nieuwe Zakelijkheid                                                              | 1922                      | P.C.J. Klaarhamer       | Johannes Sebastian Bachstraat 5          |             | 0344/0010 | Upload foto   |
| Woonhuis in de stijl van de Nieuwe Zakelijkheid                                                              | 1922                      | P.C.J. Klaarhamer       | Johannes Sebastian Bachstraat 7          |             | 0344/0011 | Upload foto   |
| Woonhuis in de stijl van de Nieuwe Zakelijkheid                                                              | 1922                      | P.C.J. Klaarhamer       | Johannes Sebastian Bachstraat 9          |             | 0344/0012 | Upload foto   |
| Woonhuis in de stijl van de Nieuwe Zakelijkheid                                                              | 1922                      | P.C.J. Klaarhamer       | Johannes Sebastian Bachstraat 11         |             | 0344/0013 | Upload foto   |
| Woonhuis in de stijl van de Nieuwe Zakelijkheid                                                              | 1922                      | P.C.J. Klaarhamer       | Johannes Sebastian Bachstraat 13         |             | 0344/0014 | Upload foto   |
| Woonhuis in de stijl van de Nieuwe Zakelijkheid                                                              | 1922                      | P.C.J. Klaarhamer       | Johannes Sebastian Bachstraat 15         |             | 0344/0015 | Upload foto   |
| Woonhuis in de stijl van de Nieuwe Zakelijkheid                                                              | 1922                      | P.C.J. Klaarhamer       | Johannes Sebastian Bachstraat 17         |             | 0344/0016 | Upload foto   |
| Woonhuis in de stijl van de Nieuwe Zakelijkheid                                                              | 1922                      | P.C.J. Klaarhamer       | Johannes Sebastian Bachstraat 19         |             | 0344/0017 | Upload foto   |
| Woonhuis in de stijl van de Nieuwe Zakelijkheid                                                              | 1922                      | P.C.J. Klaarhamer       | Johannes Sebastian Bachstraat 21         |             | 0344/0019 | Upload foto   |
| Woonhuis in de stijl van de Nieuwe Zakelijkheid                                                              | 1922                      | P.C.J. Klaarhamer       | Johannes Sebastian Bachstraat 23         |             | 0344/0020 | Upload foto   |
| Woonhuis in de stijl van de Nieuwe Zakelijkheid                                                              | 1922                      | P.C.J. Klaarhamer       | Johannes Sebastian Bachstraat 25         |             | 0344/0021 | Upload foto   |
| Woonhuis in de stijl van de Nieuwe Zakelijkheid                                                              | 1922                      | P.C.J. Klaarhamer       | Johannes Sebastian Bachstraat 27         |             | 0344/0022 | Upload foto   |
| Woonhuis in de stijl van de Nieuwe Zakelijkheid                                                              | 1922                      | P.C.J. Klaarhamer       | Johannes Sebastian Bachstraat 31         |             | 0344/0023 | Upload foto   |
| Woonhuis in de stijl van de Nieuwe Zakelijkheid                                                              | 1922                      | P.C.J. Klaarhamer       | Johannes Sebastian Bachstraat 33         |             | 0344/0024 | Upload foto   |
| Woonhuis in de stijl van de Nieuwe Zakelijkheid                                                              | 1922                      | P.C.J. Klaarhamer       | Johannes Sebastian Bachstraat 35         |             | 0344/0025 | Upload foto   |
| Woonhuis in de stijl van de Nieuwe Zakelijkheid                                                              | 1922                      | P.C.J. Klaarhamer       | Johannes Sebastian Bachstraat 37         |             | 0344/0026 | Upload foto   |
| Woonhuis in de stijl van de Nieuwe Zakelijkheid                                                              | 1922                      | P.C.J. Klaarhamer       | Johannes Sebastian Bachstraat 39         |             | 0344/0027 | Upload foto   |
| Woonhuis in de stijl van de Nieuwe Zakelijkheid                                                              | 1922                      | P.C.J. Klaarhamer       | Johannes Sebastian Bachstraat 41         |             | 0344/0028 | Upload foto   |
| Woonhuis in de stijl van de Nieuwe Zakelijkheid                                                              | 1922                      | P.C.J. Klaarhamer       | Johannes Sebastian Bachstraat 43         |             | 0344/0029 | Upload foto   |
| Woonhuis in de stijl van de Nieuwe Zakelijkheid                                                              | 1922                      | P.C.J. Klaarhamer       | Johannes Sebastian Bachstraat 45         |             | 0344/0030 | Upload foto   |
| Woonhuis in de stijl van de Nieuwe Zakelijkheid                                                              | 1922                      | P.C.J. Klaarhamer       | Johannes Sebastian Bachstraat 47         |             | 0344/0031 | Upload foto   |
| Woonhuis in de stijl van de Nieuwe Zakelijkheid                                                              | 1922                      | P.C.J. Klaarhamer       | Johannes Sebastian Bachstraat 49         |             | 0344/0032 | Upload foto v |
| Woonhuis in de stijl van de Nieuwe Zakelijkheid                                                              | 1922                      | P.C.J. Klaarhamer       | Johannes Sebastian Bachstraat 51         |             | 0344/0033 | Upload foto   |
| Woonhuis in de stijl van de Nieuwe Zakelijkheid                                                              | 1922                      | P.C.J. Klaarhamer       | Johannes Sebastian Bachstraat 53         |             | 0344/0034 | Upload foto   |
| Woonhuis in de stijl van de Nieuwe Zakelijkheid                                                              | 1922                      | P.C.J. Klaarhamer       | Johannes Sebastian Bachstraat 55         |             | 0344/0035 | Upload foto   |
| Woonhuis in de stijl van de Nieuwe Zakelijkheid                                                              | 1922                      | P.C.J. Klaarhamer       | Johannes Sebastian Bachstraat 57         |             | 0344/0036 | Upload foto   |
| Woonhuis in de stijl van de Nieuwe Zakelijkheid                                                              | 1922                      | P.C.J. Klaarhamer       | Johannes Sebastian Bachstraat 59         |             | 0344/0037 | Upload foto   |
| Woonhuis in de stijl van de Nieuwe Zakelijkheid                                                              | 1922                      | P.C.J. Klaarhamer       | Johannes Sebastian Bachstraat 61         |             | 0344/0038 | Upload foto   |
| Woonhuis in de stijl van de Nieuwe Zakelijkheid                                                              | 1922                      | P.C.J. Klaarhamer       | Johannes Sebastian Bachstraat 63         |             | 0344/0039 | Upload foto   |
| Woonhuis in de stijl van de Nieuwe Zakelijkheid                                                              | 1922                      | P.C.J. Klaarhamer       | Johannes Sebastian Bachstraat 65         |             | 0344/0040 | Upload foto   |
| Woonhuis in de stijl van de Nieuwe Zakelijkheid                                                              | 1922                      | P.C.J. Klaarhamer       | Johannes Sebastian Bachstraat 67         |             | 0344/0041 | Upload foto   |
| Woonhuis in de stijl van de Nieuwe Zakelijkheid                                                              | 1922                      | P.C.J. Klaarhamer       | Johannes Sebastian Bachstraat 69         |             | 0344/0042 | Upload foto   |
| Woonhuis in de stijl van de Nieuwe Zakelijkheid                                                              | 1922                      | P.C.J. Klaarhamer       | Johannes Sebastian Bachstraat 71         |             | 0344/0043 | Upload foto   |
| Woonhuis in de stijl van de Nieuwe Zakelijkheid                                                              | 1922                      | P.C.J. Klaarhamer       | Johannes Sebastian Bachstraat 73         |             | 0344/0044 | Upload foto   |
| Woonhuis in de stijl van de Nieuwe Zakelijkheid                                                              | 1922                      | P.C.J. Klaarhamer       | Johannes Sebastian Bachstraat 75         |             | 0344/0045 | Upload foto   |
| Silogebouw in Zakelijk Functionele stijl; voormalige Stichtse Olie- en Lijnkoekenfabriek                     | 1931-1932                 | J.I. Planjer            | Kanaalweg 91T                            |             | 0344/1530 | Upload foto   |
| Blok van 6 woningen in de stijl van de Nieuwe Zakelijkheid                                                   | 1922 (circa)              | P.C.J. Klaarhamer       | Mozartlaan 1 t/m 6                       |             | 0344/0046 | Upload foto   |
| Blok van 6 woningen in de stijl van de Nieuwe Zakelijkheid                                                   | 1922 (circa)              | P.C.J. Klaarhamer       | Mozartlaan 7 t/m 12                      |             | 0344/0047 | Upload foto   |
| Blok van 6 woningen in de stijl van de Nieuwe Zakelijkheid                                                   | 1922 (circa)              | P.C.J. Klaarhamer       | Mozartlaan 13 t/m 18                     |             | 0344/0048 | Upload foto   |
| Blok van 6 woningen in de stijl van de Nieuwe Zakelijkheid                                                   | 1922 (circa)              | P.C.J. Klaarhamer       | Mozartlaan 19 t/m 24                     |             | 0344/0049 | Upload foto   |
| Blok van 6 woningen in de stijl van de Nieuwe Zakelijkheid                                                   | 1922 (circa)              | P.C.J. Klaarhamer       | Mozartlaan 25 t/m 30                     |             | 0344/0050 | Upload foto   |
| Blok van 6 woningen in de stijl van de Nieuwe Zakelijkheid                                                   | 1922 (circa)              | P.C.J. Klaarhamer       | Mozartlaan 31 t/m 36                     |             | 0344/0051 | Upload foto   |
| Duitse bunker uit de Tweede Wereldoorlog                                                                     | Jaren '40 van de 20e eeuw | J.J. Denier van der Gon | Mozartlaan (ongenummerd); Park Oog in Al |             | 0344/0053 | Upload foto   |
| Stadspark in landschapsstijl, Park Oog in Al                                                                 | 1923                      | J.J. Denier van der Gon | Mozartlaan (ongenummerd); Park Oog in Al |             | 0344/1570 | Upload foto   |
| Basilicale kerk Sint Dominicuskerk met bijgebouwen in Bossche School-stijl, o.a. paterhuis rond binnenplaats | 1951                      | P.J. Koster             | Palestrinastraat 1                       |             | 0344/0052 | Upload foto   |
| Woonhuis gebouwd in de traditionele bouwwijze                                                                | 1938                      | P.J. Koster             | Petrarcalaan 34                          |             | 0344/0054 | Upload foto   |
| Woonhuis in de stijl van de Nieuwe Zakelijkheid                                                              | 1923                      | P.C.J. Klaarhamer       | Richard Wagnerlaan 1                     |             | 0344/0055 | Upload foto   |
| Woonhuis in de stijl van de Nieuwe Zakelijkheid                                                              | 1923                      | P.C.J. Klaarhamer       | Richard Wagnerlaan 2                     |             | 0344/0056 | Upload foto   |
| Woonhuis in de stijl van de Nieuwe Zakelijkheid                                                              | 1923                      | P.C.J. Klaarhamer       | Richard Wagnerlaan 3                     |             | 0344/0057 | Upload foto   |
| Woonhuis in de stijl van de Nieuwe Zakelijkheid                                                              | 1923                      | P.C.J. Klaarhamer       | Richard Wagnerlaan 4                     |             | 0344/0058 | Upload foto   |
| Woonhuis in de stijl van de Nieuwe Zakelijkheid                                                              | 1923                      | P.C.J. Klaarhamer       | Richard Wagnerlaan 5                     |             | 0344/0059 | Upload foto   |
| Woonhuis in de stijl van de Nieuwe Zakelijkheid                                                              | 1923                      | P.C.J. Klaarhamer       | Richard Wagnerlaan 6                     |             | 0344/0060 | Upload foto   |
| Woonhuis in de stijl van de Nieuwe Zakelijkheid                                                              | 1923                      | P.C.J. Klaarhamer       | Richard Wagnerlaan 7                     |             | 0344/0061 | Upload foto   |
| Woonhuis in de stijl van de Nieuwe Zakelijkheid                                                              | 1923                      | P.C.J. Klaarhamer       | Richard Wagnerlaan 8                     |             | 0344/0062 | Upload foto   |
| Woonhuis in de stijl van de Nieuwe Zakelijkheid                                                              | 1923                      | P.C.J. Klaarhamer       | Richard Wagnerlaan 9                     |             | 0344/0512 | Upload foto   |
| Woonhuis in de stijl van de Nieuwe Zakelijkheid                                                              | 1923                      | P.C.J. Klaarhamer       | Richard Wagnerlaan 10                    |             | 0344/0063 | Upload foto   |
| Woonhuis in de stijl van de Nieuwe Zakelijkheid                                                              | 1923                      | P.C.J. Klaarhamer       | Richard Wagnerlaan 11                    |             | 0344/0064 | Upload foto   |
| Woonhuis in de stijl van de Nieuwe Zakelijkheid                                                              | 1923                      | P.C.J. Klaarhamer       | Richard Wagnerlaan 12                    |             | 0344/0065 | Upload foto   |
| Woonhuis in de stijl van de Nieuwe Zakelijkheid                                                              | 1923                      | P.C.J. Klaarhamer       | Richard Wagnerlaan 13                    |             | 0344/0066 | Upload foto   |
| Woonhuis in de stijl van de Nieuwe Zakelijkheid                                                              | 1923                      | P.C.J. Klaarhamer       | Richard Wagnerlaan 14                    |             | 0344/0067 | Upload foto   |
| Woonhuis in de stijl van de Nieuwe Zakelijkheid                                                              | 1923                      | P.C.J. Klaarhamer       | Richard Wagnerlaan 15                    |             | 0344/0068 | Upload foto   |

## Spinozaplantsoen en omgeving; Laan van Nieuwe-Guinea
De buurt Spinozaplantsoen en omgeving; Laan van Nieuwe-Guinea kent de volgende 4 gemeentelijke monumenten:
| Object                                                          | Bouwjaar     | Architect                               | Locatie                                          | Coördinaten | Nr.       | Afbeelding  |
| --------------------------------------------------------------- | ------------ | --------------------------------------- | ------------------------------------------------ | ----------- | --------- | ----------- |
| Schoolcomplex in de stijl van de Amsterdamse School             | 1922         |                                         | Laan van Nieuw-Guinea 20                         |             | 0344/0090 | Upload foto |
| Dubbele rolbasculebrug; Spinozabrug met beeld van Pieter d’Hont | 1940-1951    | D. Verhoeven (brug); Kuiler (hekwerken) | Spinozalaan / Lessinglaan, over de [Leidse Rijn] |             | 0344/1704 | Upload foto |
| Voormalig buitenhuis in neoclassicistische stijl                |              |                                         | Vleutenseweg 382                                 |             | 0344/0092 | Upload foto |
| Kantoorgebouw Stork / Jaffa                                     | 1891 (circa) |                                         | Vleutenseweg 386                                 |             | 0344/0092 | Upload foto |

## Welgelegen, Den Hommel
De buurt Welgelegen, Den Hommel kent de volgende 18 gemeentelijke monumenten beschreven in 7 regels (monumentnummers):
| Object                                                                                                | Bouwjaar     | Architect | Locatie               | Coördinaten | Nr.       | Afbeelding  |
| --- | ------------ | --------- | --------------------- | ----------- | --------- | ----------- |
| Blok van 4 woonhuizen; onderdeel van serie van drie bouwblokken in de stijl van de Amsterdamse School | 1920 (circa) |           | Bizetlaan 2 t/m 8     |             | 0344/0001 | Upload foto |
| Blok van 2 woonhuizen; onderdeel van serie van drie bouwblokken in de stijl van de Amsterdamse School | 1920 (circa) |           | Bizetlaan 10-12       |             | 0344/0002 | Upload foto |
| Voormalige betonfabriek familie Waltman                                                               | 1900 (circa) |           | Leidseweg 97          |             | 0344/0003 | Upload foto |
| Reeks van 7 woonhuizen                                                                                | 1898 (circa) |           | Leidseweg 104 t/m 110 |             | 0344/0004 | Upload foto |
| Bedrijfsgebouw; oorspronkelijk vermoedelijk wasserij; later metaalwarenfabriek UTEM                   |              |           | Leidseweg 125-125A    |             | 0344/0005 | Upload foto |
| Voormalig vrijstaand buitenhuis Huis Welgelegen in classististische stijl; hoofdgebouw en park        | 1870 (circa) |           | Leidseweg 132         |             | 0344/0006 | Upload foto |
| Blok van 2 woonhuizen; onderdeel van serie van drie bouwblokken in de stijl van de Amsterdamse School | 1920 (circa) |           | Pijperlaan 15-17      |             | 0344/0007 | Upload foto |